# Guelabodiou
 (mai 2014).
Guelabodiou est une commune de Guinée située dans la préfecture de Nzérékoré.